# エリク・ドス・サントス・ホドリゲス
ハミレス（Ramires）もしくはエリク・ハミレス（Erik Ramires）ことエリク・ドス・サントス・ホドリゲス（ポルトガル語: Erik dos Santos Rodrigues、2000年8月10日 - ）は、ブラジルのサッカー選手。レッドブル・ブラガンチーノ所属。ポジションはMF。

## クラブ歴
バイーア州サルヴァドールに生まれ、2011年にECバイーアの下部組織に加入。U-15チームやU-17チームでレギュラーとして活躍し、コパ・レッドブルやコパ・ドイス・ジ・ジューリョ、コパ・メトロポリターナといった大会を制した。9月15日に契約を2022年まで延長。
2019年9月2日、ラミレス・ダ・シウバはスイスのクラブバーゼルと契約を結んだ。2020年9月5日、クラブはラミレスとの契約を延長しないと発表した。

## 代表歴
2018年12月13日、2019 南米ユース選手権のメンバーに選ばれた。

## 私生活
叔父のホブソン・ソウザもサッカー選手。